# Aosa rupestris
Aosa rupestris là một loài thực vật có hoa trong họ Loasaceae. Loài này được (Gardner) Weigend mô tả khoa học đầu tiên năm 2006.

## Hình ảnh

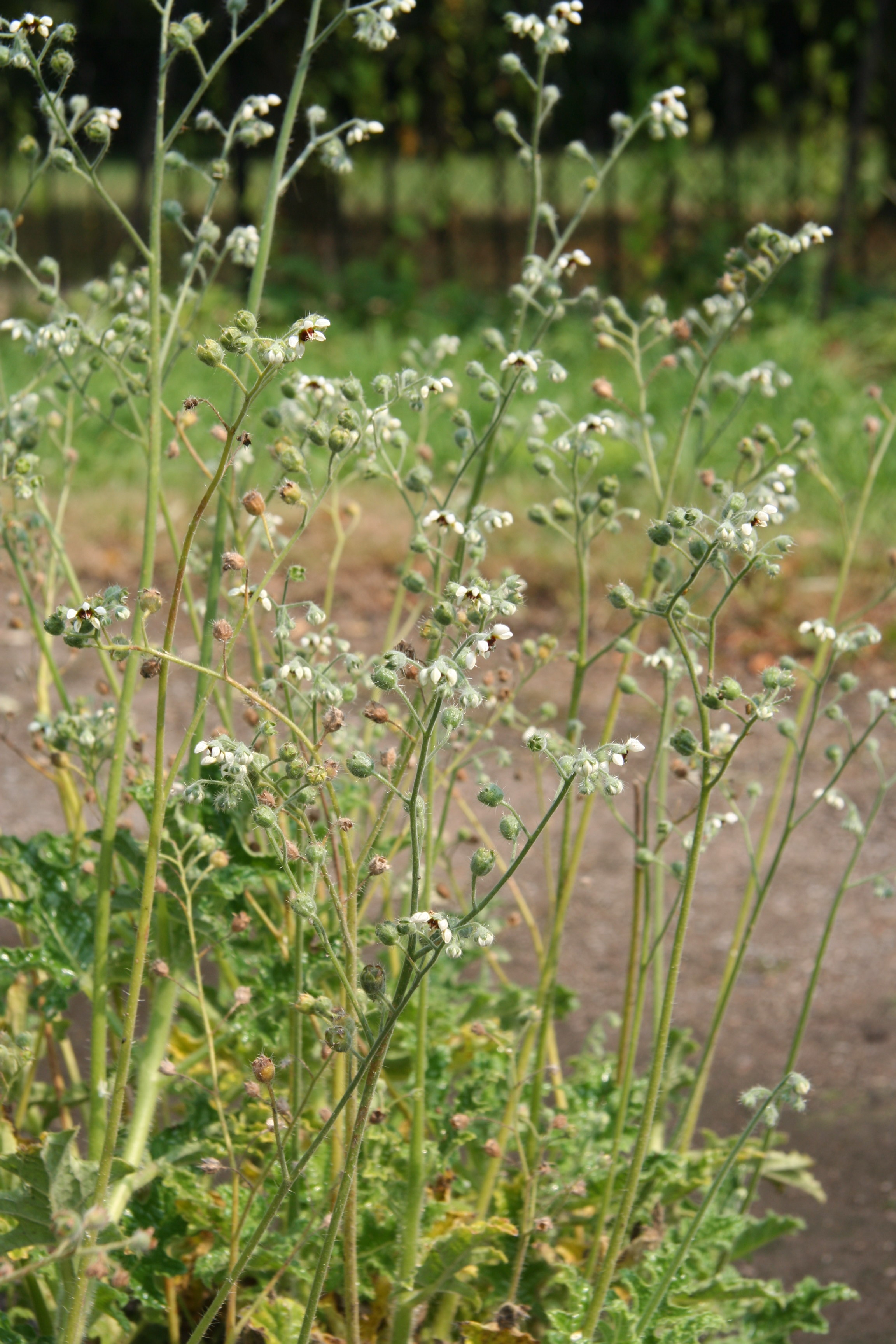